# 社会风气
整体或局部社会在一个阶段内所呈现的习尚、风貌。为一定社会中的风俗习惯、文化传统、行为模式、观念以及时尚等要素的总和。

## 外部文献
- 定義 （页面存档备份，存于）